# الإسلام في سومطرة الغربية

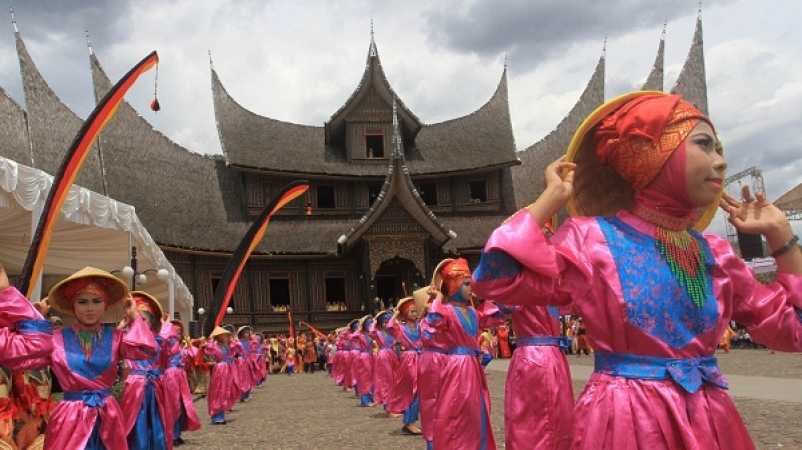
مهرجان مينانجكابو. لاحظ إضافة الحجاب إلى الزي التقليدي

الإسلام هو أكثر الأديان اتباعا في سومطرة الغربية، وهي مقاطعة إندونيسية، يعتنقه 97.42% من مجموع السكان. ترتفع نسبة السكان المسلمين إلى 99.6% إذا استبعدت جزر مينتاواي، حيث يقيم غالبية سكان سومطرة الغربية غير المسلمين (البروتستانت). المذهب المتبع بين المسلمين في سومطرة الغربية هو الإسلام السني في الغالب، وهناك أقلية شيعية صغيرة داخل مدينة باريامان الساحلية. لقد لعب شعب مينانجكابو الذين هم من السكان الأصليين في غرب سومطرة ويشكلون 88% من سكان غرب سومطرة اليوم دورًا مهمًا داخل المجتمع المسلم في إندونيسيا. تعتبر المنطقة حتى اليوم واحدة من معاقل الإسلام في إندونيسيا.

## التاريخ

### مقدمة عن الإسلام
يُفترض أن دخول الإسلام إلى منطقة سومطرة الغربية، وخاصة مرتفعات مينانجكاباو حيث كانت موطنًا لشعب مينانجكابو، يسلك طريقين، من شرق مينانجكابو بين القرنين السابع والثامن ومن الساحل الغربي لمينانجكابو بعد القرن السادس عشر. الطريق الأول كان يزرعه التجار العرب المسلمون الذين نزلوا من مضيق ملقا عبر نهر كامبار المتدفق من المرتفعات إلى المضيق. يقدر هذا النشاط التجاري بأنه أول اتصال بين السكان الأصليين في المنطقة والإسلام. أصبح الاتصال الثقافي أكثر كثافة في القرن الثالث عشر مع صعود سلطنة ساموديرا باساي المسلمة في شمال سومطرة، حيث تولى السيطرة على المضيق والتقدم إلى شرق مينانغكابو لمناجم الذهب ومركز إنتاج الفلفل. بدأ الإسلام في دخول الساحل الغربي لمينانجكابو بعد سقوط مضيق ملقا في اللغة البرتغالية في القرن السادس عشر، عبر المدن الساحلية مثل باريامان. خلال ذلك الوقت كانت أقوى إمبراطورية إسلامية في المنطقة هي سلطنة آتشيه ومقرها إقليم أتشيه الحالي. تطورت التفاعلات المكثفة بين سلطنة آتشيه ومنطقة مينانجكاباو إلى تأثير كبير من قبل الأولى على الأخيرة من حيث التعاليم الإسلامية. من أوائل الدعاة الإسلاميين في منطقة مينانغكابو كان الشيخ برهان الدين أولكان، وهو تلميذ الشيخ عبد الرؤوف السنكيلي الذين التزموا خط آتشيه من الطريقة الشطارية. سرعان ما انتشر الطريقة الشطارية في مينانجكاباو من خلال المؤسسة التعليمية الدينية التقليدية المعروفة باسم سوراو.
أصبح الاتصال الثقافي أكثر كثافة في القرن الثالث عشر مع ظهور سلطنة ساموديرا باساي المسلمة في شمال سومطرة، حيث تولت السيطرة على المضيق والتقدم إلى شرق مينانجكابو لمناجم الذهب ومركز إنتاج الفلفل. بدأ الإسلام في دخول الساحل الغربي لمينانجكابو بعد سقوط مضيق ملقا في يد البرتغاليين في القرن السادس عشر، عبر المدن الساحلية مثل باريامان. خلال ذلك الوقت، كانت أقوى إمبراطورية إسلامية في المنطقة هي سلطنة آتشيه ومقرها إقليم أتشيه الحالي.

### انتشار الإسلام

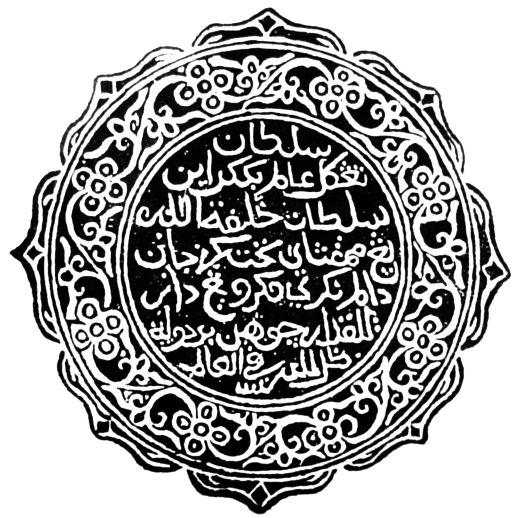
الختم الملكي لمملكة باغارويونغ ومقرها سومطرة الغربية.

انتشر الإسلام من خلال العديد من الطرق الصوفية، ولا سيما الشطارية والنقشبندية، من خلال الدعوة في القرنين السابع عشر والتاسع عشر. خلال هذه العملية، كانت هناك اختلافات معينة في الطريقة التي تطور بها الدين بين منطقة الساحل الغربي والمنطقة الداخلية الشرقية. في المنطقة الداخلية، انتشر الشكل الأكثر توفيقًا للإسلام من خلال الطريقة النقشبندية التي نشرها إسماعيل الخالدي مينانجكباوي، واكتسب موطئ قدم قوي هناك، جنبًا إلى جنب مع الميزة التجارية القادمة من قربه الجغرافي من مضيق ملقا. يمكن أيضًا أن يتميز تطور الإسلام في سومطرة الغربية بممارسة التصوف من خلال التركيز على الشريعة، والتي أسسها علماء مينانجكابو المؤثرين، بقيادة توانكو نان توو. كان توانكو نان توو مصلحًا ذا توجه صوفي اتخذ موقف الوسطية (المعتدل). لقد نجح نهجه في وضع أساس الشريعة ضمن تقاليد مينانجكاباو الصوفية. وقد أدى ذلك إلى تطوير شامل للعلوم والدراسات الإسلامية، مصحوبًا في كثير من الأحيان بتطبيق الحلول الإسلامية للقضايا الاجتماعية والشؤون الدنيوية الأخرى، دون حصرها في الجوانب الروحية. حاول هذا التطور تحويل جوانب مختلفة من مجتمع مينانجكابو، لا سيما في المنطقة الزراعية الداخلية. غالبًا ما كان التحول ملونًا بالصراعات في التفسيرات الدينية الناشئة عن الجذور الثقافية لشعب مينانغكابو مثل النظام الأمومي. أدى الصراع، على سبيل المثال بين الشريعة السائدة والممارسات النقشبندية، وكذلك الحداثة الإسلامية اللاحقة بين الطرق الصوفية، إلى تطور فكري مكثف للتفسيرات الدينية وساهم بشكل غير مباشر في صعود منطقة مينانجكابو كواحدة من أهم المراكز في تاريخ الإسلام في إندونيسيا.